# 20. století
Dvacáté století je podle Gregoriánského kalendáře perioda mezi 1. lednem 1901 a 31. prosincem 2000. Jedná se o desáté a zároveň poslední století druhého tisíciletí. Tzv. krátké 20. století je vymezeno roky 1914 a 1991.
První polovina dvacátého století byla ovlivněna především dvěma světovými válkami. Obrovská zkáza a vyčerpání, jež oba celosvětové konflikty přinesly, přispěly ke konci politické a ekonomické dominance Evropy. Druhá polovina století byla charakteristická soupeřením dvou nových světových mocností Spojených států amerických a Sovětského svazu o světovou hegemonii v tzv. studené válce.
Toto století bylo charakteristické nevídaným technologickým a vědeckým pokrokem, avšak došlo v něm i k dosud nejkrvavějším válkám a k hrůzám masového vyvražďování. Ve druhé polovině století se svět poprvé octl před reálnou hrozbou jaderné války, která by pravděpodobně zlikvidovala život na celé planetě. Ve 20. století byl zaznamenán obrovský nárůst světové populace a přes postupující proces globalizace došlo k prohloubení sociálních rozdílů mezi světovým obyvatelstvem.

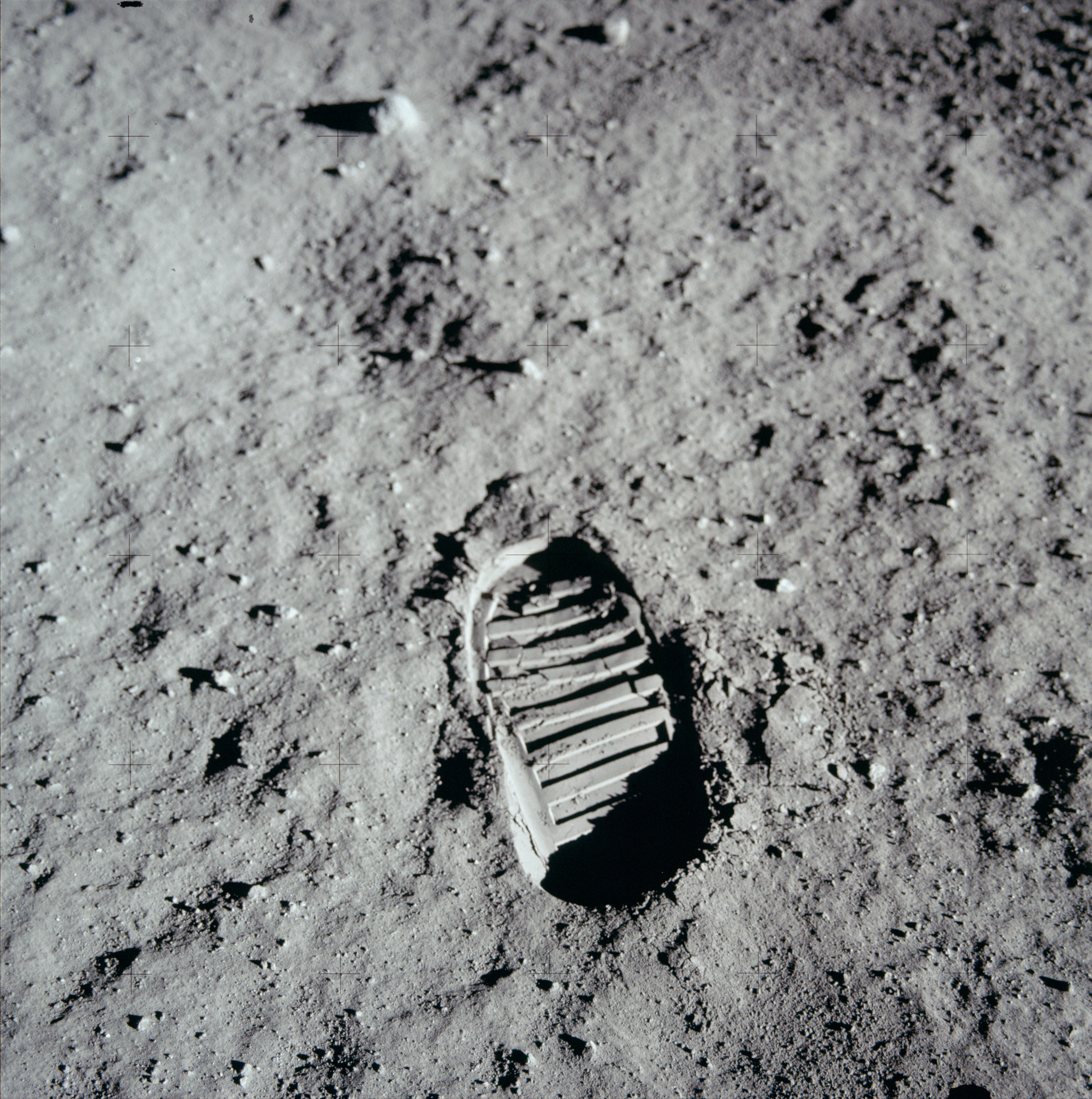
Stopa Buzze Aldrina na Měsíci. Posádka Apolla 11 v roce 1969 jako první stanula na jeho povrchu

## Vymezení
Dvacáté století, běžně ohraničené 1. lednem 1901 a 31. prosincem 2000, bývá některými historiky vymezováno i s pomocí významných dějinných událostí. Za milník stojící na počátku tohoto věku považuje většina historiků první světovou válku. Tato prekatastrofa totiž Evropu a také zbytek světa, poznamenala do té doby nebývalým způsobem. Za čtyři roky války padlo v bojích nejméně 10 miliónů mužů, obrovské oblasti byly zdevastovány a hospodářská produkce se v mnoha regionech zcela zhroutila. První světová válka zcela vyčerpala Ruské impérium, které se vzápětí ponořilo do stejně krvavé občanské války. Jako vítězové z ní vyšli bolševici, kteří přetvořili Rusko na SSSR. Za letopočty stojící na počátku 20. století tak bývají kladeny například roky 1914 (vypuknutí Velké války), 1917 (začátek revoluce v Rusku či vstup USA do války), 1918 (uzavření příměří) či 1919 (Versailleská smlouva).
Za konec tohoto století pak mnozí historici považují přelom 80. a 90. let, kdy kvůli ekonomickému, vojenskému a diplomatickému tlaku Západu došlo k rozpadu Východního bloku a k rozdrolení Sovětského svazu. Období ohraničené první světovou válkou a pádem Sovětského svazu bývá v kontrastu s dlouhým devatenáctým stoletím označováno jako krátké dvacáté století, charakteristické střetem západu s komunismem. Označení krátké dvacáté století, jež jako první použil maďarský historik Iván Tibor Berend, definoval a mezi odbornou veřejností spolu s pojmem dlouhé devatenácté století prosadil britský marxistický historik Eric Hobsbawm.

## Shrnutí

### Politické dějiny

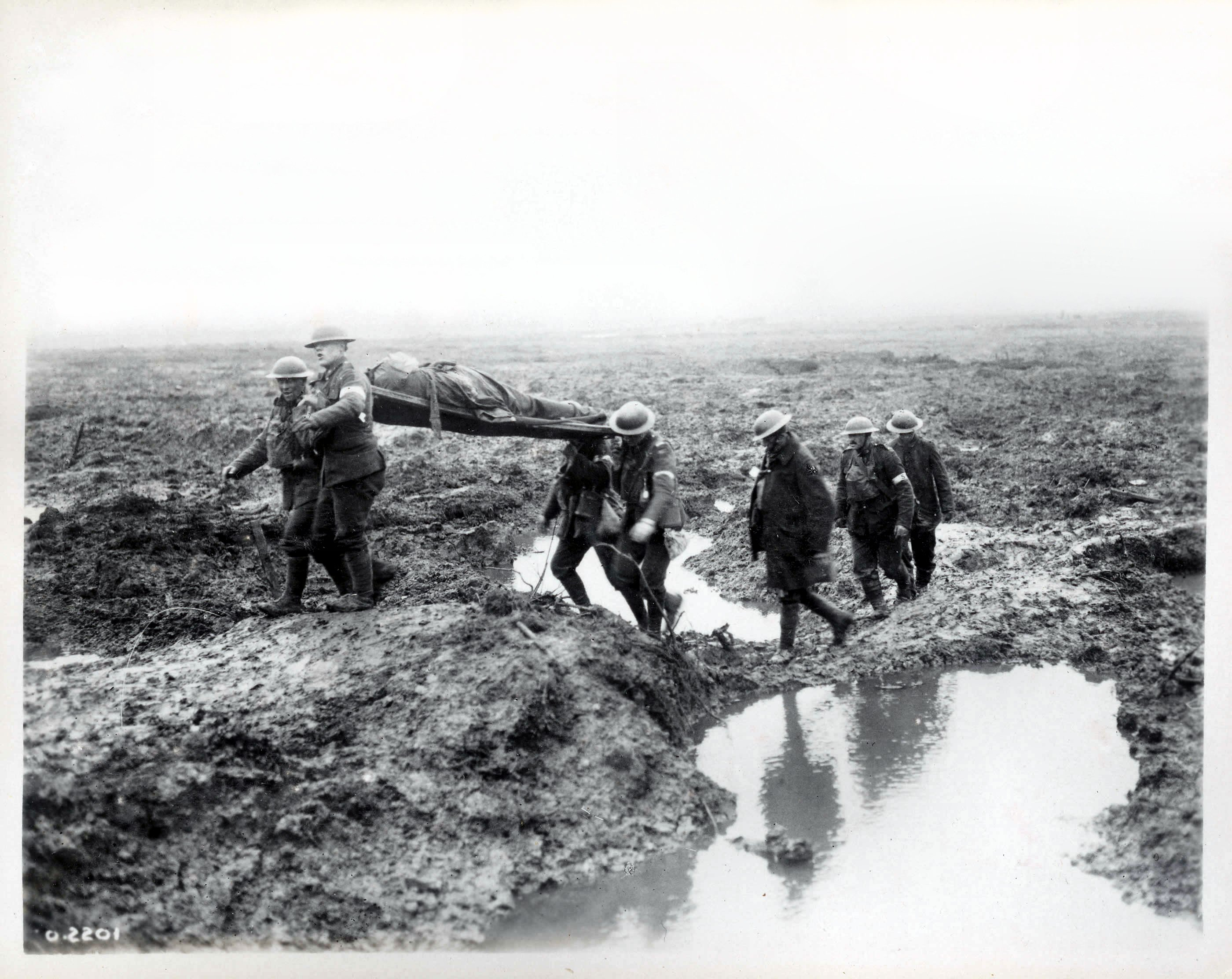
Zranění kanadští vojáci na západní frontě první světové války v roce 1917

Na přelomu 19. a 20. století se evropské mocnosti rozdělily do dvou znepřátelených bloků vzájemně soupeřících o hegemonii. Do otevřeného konfliktu, který byl později znám jako první světová válka, se v letech 1914 až 1918 postupně zapojila většina států z celého světa. Hlavním bojištěm zůstala Evropa, kde ničivá válka předznamenala rozpad tradičních monarchií, carského Ruska, Německého císařství, Rakouska-Uherska a Osmanské říše. Odhaduje se, že ve Velké válce zemřelo přes 10 miliónů vojáků. V Rusku, kde světový konflikt přešel v občanskou válku, se moci chopili bolševici, kteří v roce 1922 přeměnili zemi v Sovětský svaz. K tradičním světovým mocnostem Spojenému království a Francii, jež převzaly kolonie poraženého Německa, přibyly po první válce rychle sílící Spojené státy americké, jejichž ekonomika se již v této době stala zdaleka nejsilnější.

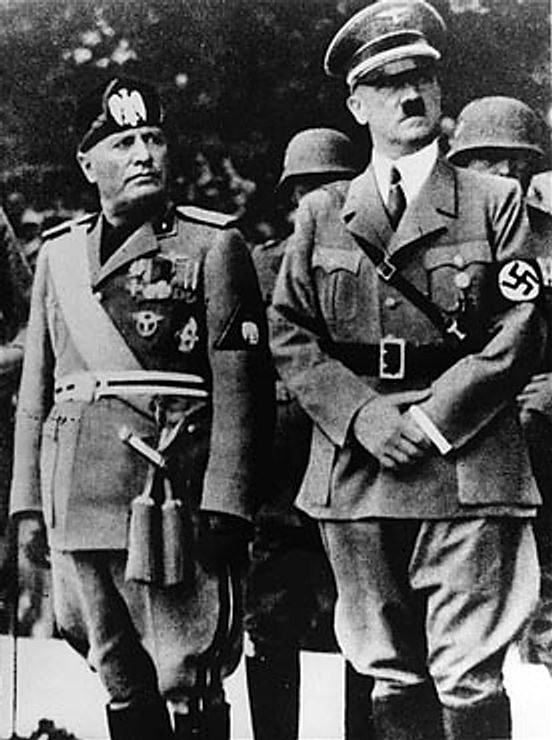
Benito Mussolini a Adolf Hitler v Mnichově v roce 1937

Díky iniciativě amerického prezidenta Woodrowa Wilsona byla v roce 1919 založena Společnost národů, jež si kladla za cíl udržení světového míru. V poražených a válkou vyčerpaných státech, nebo v zemích, jež neuspokojily výsledky Pařížské mírové konference, se však v poválečných letech i s přispěním hospodářské krize třicátých let ustanovily autoritářské režimy. Svými ambicemi a snahou o revizi Versailleského systému v Evropě vyčnívaly především nacistické Německo Adolfa Hitlera, fašistická Itálie Benita Mussoliniho či komunistický Sovětský svaz Josifa Vissarionoviče Stalina. Silný militarismus vedl k agresivní zahraniční politice i Japonské císařství. Společnost národů, jejímiž členy se nestaly Spojené státy, nebyla schopna tlaku těchto států účinně vzdorovat.
Pacifistická politika appeasementu, kterou pro silný odpor k obnovení globálního konfliktu zastávali představitelé Spojeného království a Francie, nezabránila vypuknutí druhé světové války. Třetí říše, ke které se kromě Hitlerových satelitů připojily i Itálie a Japonsko, však byla přes počáteční úspěchy poražena širokou koalicí, v jejímž čele stály Spojené státy americké, Spojené království a Sovětský svaz. V této doposud nejstrašnější válce bylo v letech 1939 až 1945 v boji, v zázemí či systematickým vyvražďováním usmrceno přibližně 50
miliónů lidí. Z války vyšly dvě nové světové mocnosti–Spojené státy a Sovětský svaz tzv. supervelmoci.
Po porážce společného nepřítele se však vztahy mezi západem a východem začaly velice rychle ochlazovat. Přestože byla v roce 1945 založena Organizace spojených národů, Železná opona mezi oběma vojenskými bloky rozdělila Evropu. Obě supervelmoci soupeřící v tzv. studené válce založily své vojenské aliance (NATO a Varšavskou smlouvu), rozdělily si sféry svého vlivu, vedly závody ve zbrojení a konfrontovaly své síly v zástupných válkách.
Válkou vyčerpané západoevropské státy nastoupily počátkem 50. let cestu integrace. Dalším charakteristickým procesem, nastartovaným skončením druhé světové války, byla rychlá dekolonizace zemí v Africe a Asii. Staré koloniální mocnosti Británie a Francie oslabené válkou již nebyly schopné dostát svým závazkům a od 40. do počátku 70. let tak získalo samostatnost na sedm desítek afrických a asijských států. Britská Indie získala samostatnost v roce 1947. O dva roky později, po vítězství v občanské válce, vyhlásil vůdce čínských komunistů Mao Ce-tung Čínskou lidovou republiku. Mnoho nových afrických států se vyznačovalo značnou nestabilitou a soupeření Západu s Východem v mnoha z nich přispělo k rozpoutání krvavých občanských válek. Země třetího světa, jež nevstoupily ani do jednoho ze soupeřících světových bloků vytvořily v roce 1961 Hnutí nezúčastněných zemí. Jedním z problematických míst poválečné světové politiky se stal Izraelsko-palestinský konflikt, který eskaloval ve válkách Izraele a jeho arabských sousedů.

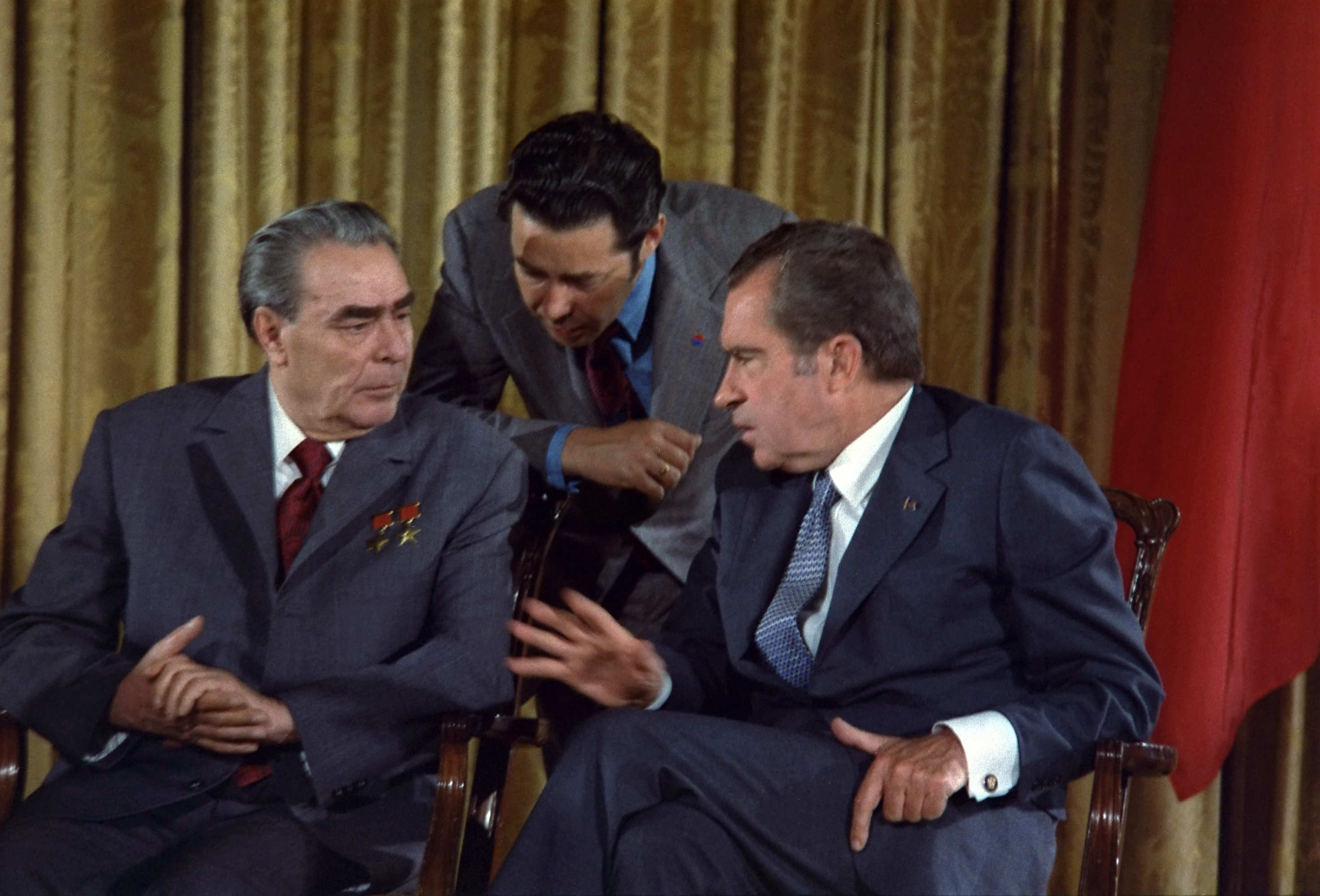
Leonid Brežněv a Richard Nixon v roce 1973

Hrozba vypuknutí jaderné války mezi Spojenými státy a Sovětským svazem v průběhu druhé poloviny 20. století několikrát nebezpečným způsobem zesílila. V letech 1948 až 1949 za sovětské blokády západního Berlína, za Korejské války mezi roky 1950 a 1953, za Suezské krize v roce 1956, za druhé berlínské krize v letech 1958 až 1961 či při Karibské krizi v roce 1962. Tvrdou porážku přineslo Spojeným státům jejich zapojení se do války ve Vietnamu. Pro Sovětský svaz byla analogií k americké porážce ve Vietnamu jejich vojenská intervence v Afghánistánu. Tato válka v kombinaci se závody ve zbrojení předznamenala hospodářský krach Sovětského svazu.
V 80. letech, kdy USA vystupňovaly svůj diplomatický, vojenský a ekonomický tlak proti Sovětům, se generální tajemník ÚV KSSS Michail Gorbačov rozhodl pro zavedení reforem. Perestrojka a glasnosť, které demokratizovaly sovětskou společnost, však na konci roku 1991 vedly k rozpadu Sovětského svazu. Po rozpadu SSSR rozšířilo NATO svůj vliv mezi bývalými členy Varšavské smlouvy ve střední a východní Evropě. Zbytek 90. let bývá považován za období dominance Spojených států amerických ve světové politice.

### Hospodářské dějiny
Již první desetiletí 20. století se neslo ve znamení vzrůstajících nákladů na zbrojení. První světová válka pak způsobila totální mobilizaci lidských i materiálních zdrojů všech zapojených států, jejichž domácí hospodářství se postupně přeorientovala na válečnou ekonomiku. Hospodářskými vítězi Velké války byly Spojené státy americké, jejichž konfliktem nezasažená ekonomika profitovala z válečných zakázek. Nenasytná evropská poptávka podpořila ekonomický rozvoj i v koloniích a zemích Latinské Ameriky.
Hospodářské vyčerpání Ruska vedlo k pádu carského režimu, občanské válce a v konečné důsledku i k ustanovení Sovětského svazu. Bolševici po uchopení moci zestátnili průmysl, provedli pozemkovou reformu, zakázali soukromý obchod, zavedli všeobecnou pracovní povinnost a centralizovali řízení hospodářské výroby. Důsledkem byl katastrofální propad zemědělské produkce, což donutilo vedení strany upustit od tzv. válečného komunismu a v roce 1921 zčásti obnovit tržní hospodářství (Novaja ekonomičeskaja politika–NEP). Tento kompromis v roce 1928 opustil Leninův nástupce Stalin, který podporoval centralizaci izolovaného sovětského hospodářství, militarizaci a kolektivizaci zemědělství. Stalinova politika nastartovala v Sovětském svazu ohromný rozvoj těžkého průmyslu, avšak vyvolala odpor venkova, kde na mnoha místech vypukl hladomor.
Ekonomiky evropských států, jejichž hospodářství byla válkou nejsilněji zasažena, se v mnoha případech zotavovaly velmi pomalu. V Německu, které muselo splácet vysoké válečné reparace, vypukla nekontrolovatelná hyperinflace. Ta postihla i Maďarsko, Rakousko nebo Polsko. K přerušení pozvolného hospodářského vzestupu a stabilizace světové ekonomiky došlo v říjnu 1929, krachem na newyorské burze.

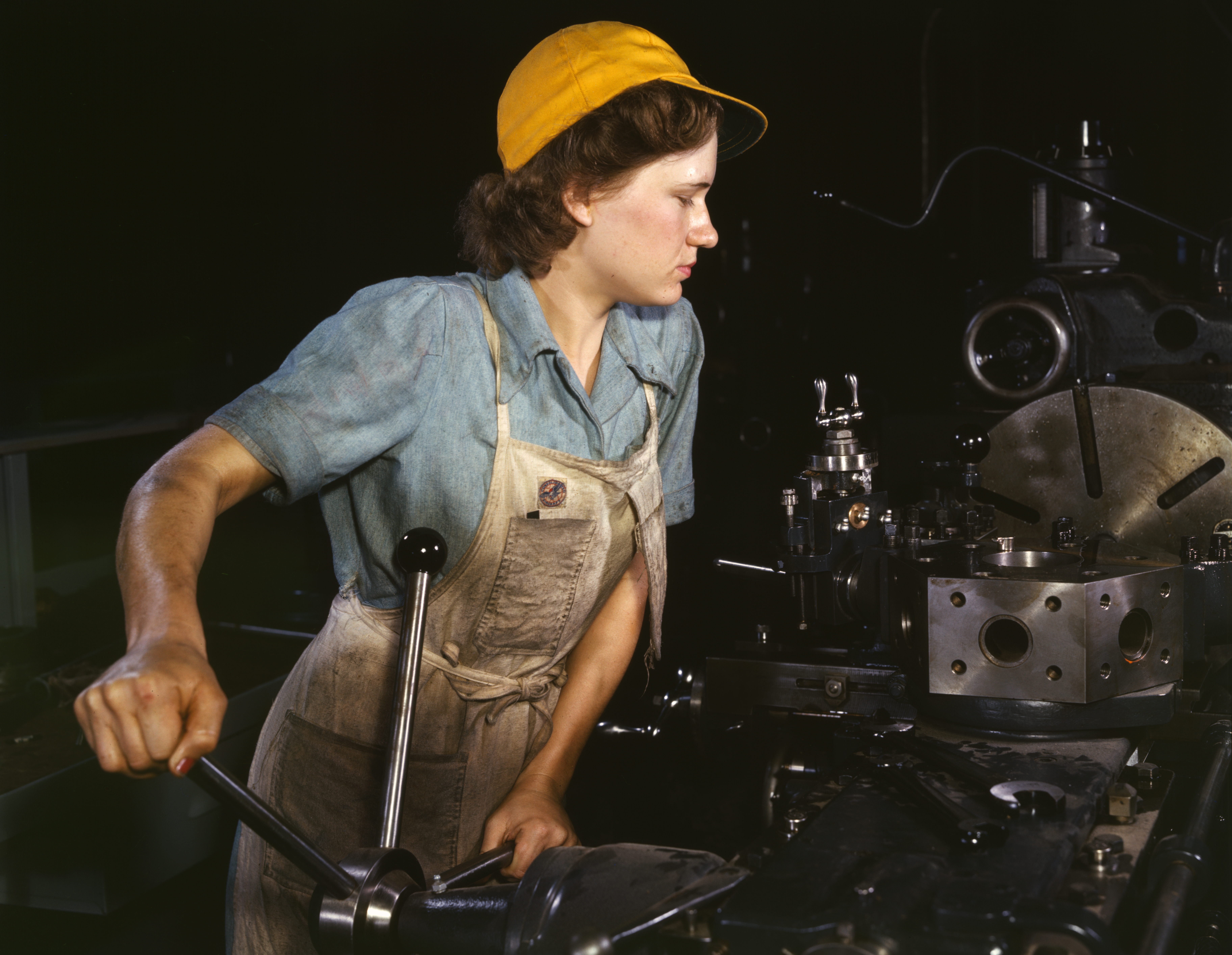
Američanka obsluhující v roce 1940 revolverový soustruh

V důsledku krachu zasáhla počátkem třicátých let většinu světa – s výjimkou izolovaného SSSR – Velká hospodářská krize. V jejím důsledku došlo k obrovskému nárůstu nezaměstnanosti a kolapsu světového obchodu. Americké hospodářství se z krize vzpamatovalo i díky reformám prezidenta Franklina D. Roosevelta známým jako New Deal. Evropské ekonomiky vybředly z deprese s pomocí státních zakázek a zvyšujících se investic na zbrojení. Druhou světovou válku vyhráli Spojenci i díky obrovské převaze v materiálních a lidských zdrojích. V totální válce byly zpustošeny obrovské oblasti Evropy, severní Afriky a Asie. Válka opět posílila ekonomiku Spojených států amerických, které se spolu se Sovětským svazem staly světovou supervelmocí.
Po válce pomohly americké investice obnovit Japonsko a západoevropské státy (Německý hospodářský zázrak). Východní blok však kvůli odmítavému postoji Sovětského svazu Marshallův plán nepřijal a jako alternativa byla založena Rada vzájemné hospodářské pomoci. Přesto zažívala celosvětová ekonomika od 50. do 70. let období nebývalého růstu a pro období do roku 1973 hovoří někteří autoři o tzv. zlatém věku. Socialistický tábor rozšířila v roce 1949 Čínská lidová republika, jejíž vůdce Mao Ce-tung se na přelomu 50. a 60. let pokusil modernizovat čínské hospodářství za tzv. Velkého skoku.
V roce 1973 Ropný šok vyvolaný státy OPEC prudce zvýšil ceny světové ropy. Západ se propadl do hluboké recese, ekonomické problémy se nevyhnuly ani východnímu bloku a většina zemí třetího světa se velkým způsobem zadlužila. Sovětský svaz hospodářské vypětí, násobené závody ve zbrojení s USA, nezvládl a přes Gorbačovovy reformy se na počátku 90. let rozpadl.
V závěru 20. století nadále dominovaly světové ekonomice Spojené státy americké. Oživení hospodářství zažila integrující se západní Evropa, kde výrazně posílilo sjednocené Německo. Po obrozeném Japonsku zažily hospodářský boom i státy jihovýchodní Asie známé jako Asijští tygři. Ekonomický růst zažívala před koncem tisíciletí také Indie, komunistická Čína, která přistoupila k ekonomickým reformám, a nakonec i stabilizované Rusko. Na vývozu ropy bohatly arabské země Středního východu. Ekonomické problémy zasáhly na konci 90. let Latinskou Ameriku, avšak nejzaostalejším světovým regionem zůstala na konci 20. století většina afrických států.

## Významné události

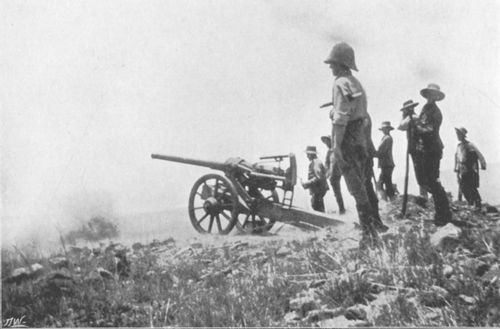
Britské dělostřelectvo během druhé búrské války

### 1901 až 1910
- 1. ledna 1901 byl vyhlášen Australský svaz.
- 22. ledna 1901 zemřela britská královna Viktorie.
- 31. května 1902 skončily Búrské války.
- 1903 došlo k osamostatnění Panamy a Spojené státy americké získaly na 100 let Panamský průplav.
- 8. února 1904 napadlo Japonské císařství ruskou pevnost Port Arthur, načež začala rusko-japonská válka, která trvala do 5. září 1905.
- 1904 byla zprovozněna Transsibiřská magistrála spojující Moskvu s Vladivostokem.

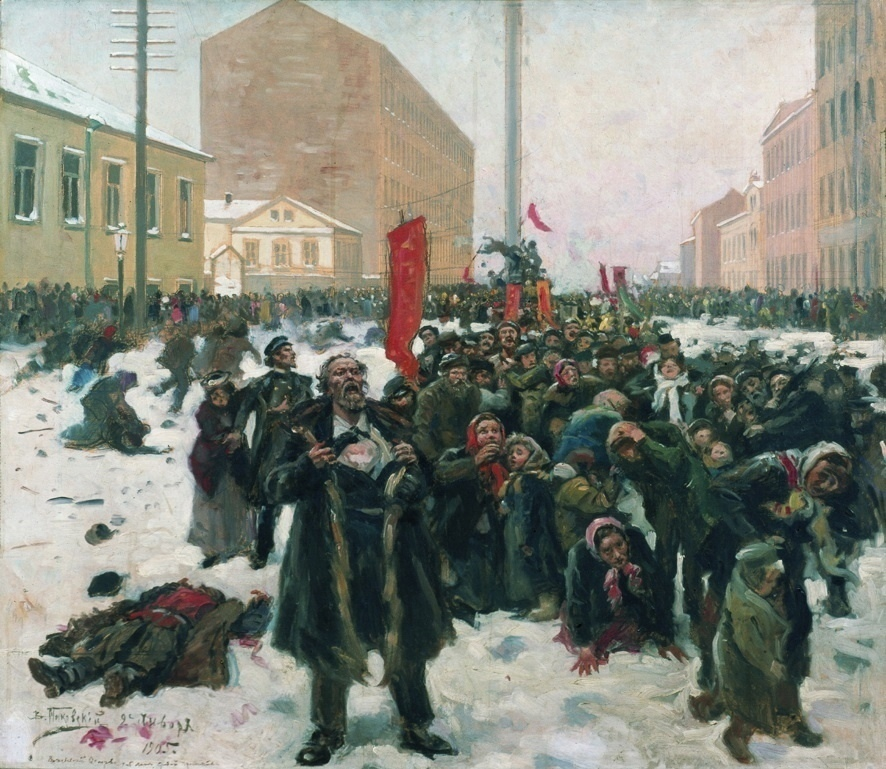
Krvavá neděle 22. ledna 1905 v Petrohradě

- 1905–1907 proběhla Ruskem série nepokojů, jež vedly cara Mikuláše II. k ustanovení státní dumy.
- 1907 založil lord Robert Baden-Powell první skautský oddíl.
- 30. června 1908 došlo k explozi Tunguského meteoritu.
- 25. července 1909 uskutečnil Louis Blériot první let přes kanál La Manche v letadle těžším než vzduch.

### 1911 až 1920

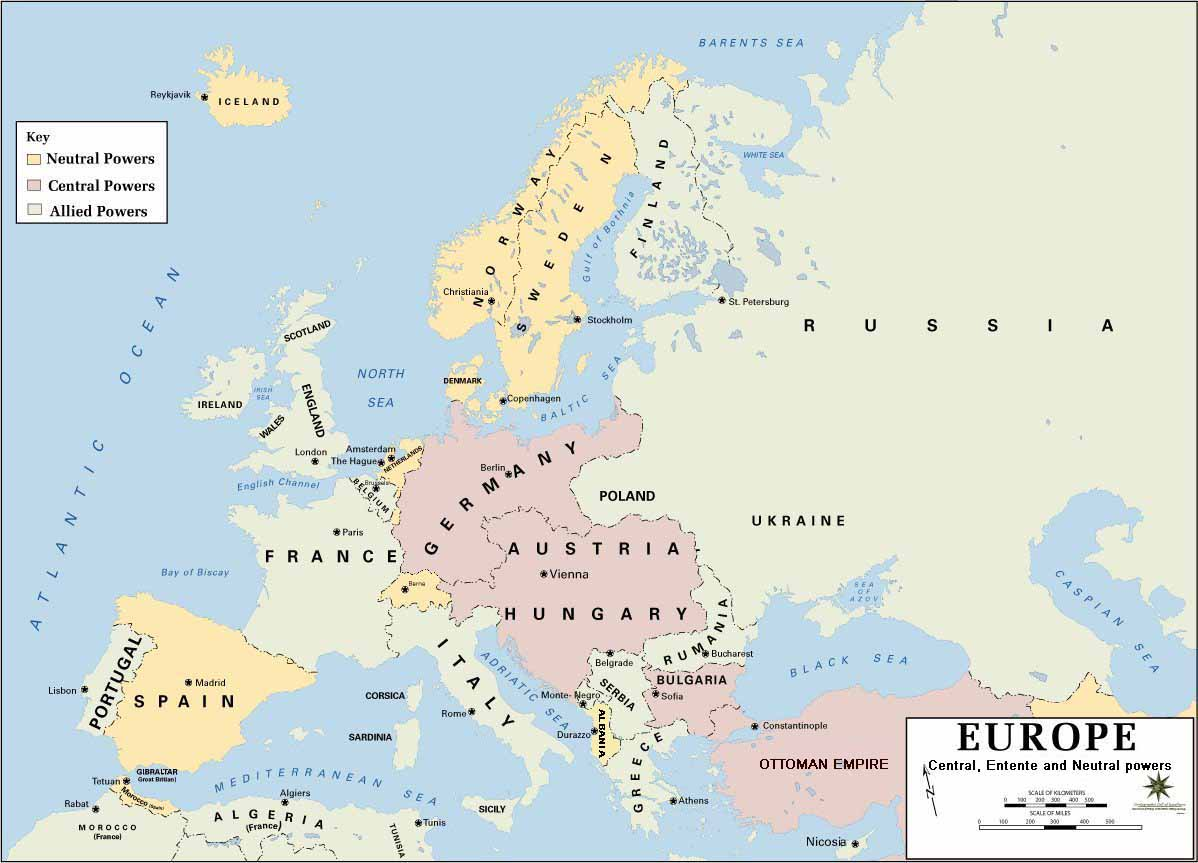
Evropa v roce 1914

- 24. července 1911 objevil americký archeolog Hiram Bingham ruiny inckého města Machu Picchu.
- 14. prosince 1911 dosáhl norský polárník Roald Amundsen jako první člověk jižního pólu.
- 1. ledna 1912 byla vyhlášena Čínská republika a poslední čínský císař Pchu I. byl 12. února téhož roku sesazen.
- 15. dubna 1912 došlo k potopení zaoceánského parníku Titanic.
- 28. června 1914 byl v Sarajevu spáchán atentát na rakousko-uherského následníka trůnu Františka Ferdinanda d’Este. Jeho smrt se stala záminkou k vypuknutí první světové války.
- 15. června 1914 byl založen spolek Junák - český skaut.
- 28. července 1914 vyhlásilo Rakousko-Uhersko válku Srbsku, čímž začala první světová válka.
- 1915 formuloval fyzik Albert Einstein Obecnou teorii relativity.
- 21. listopadu 1916 zemřel nejdéle vládnoucí rakouský císař František Josef I.
- 7. listopadu 1917 vypukla v Rusku Říjnová revoluce.

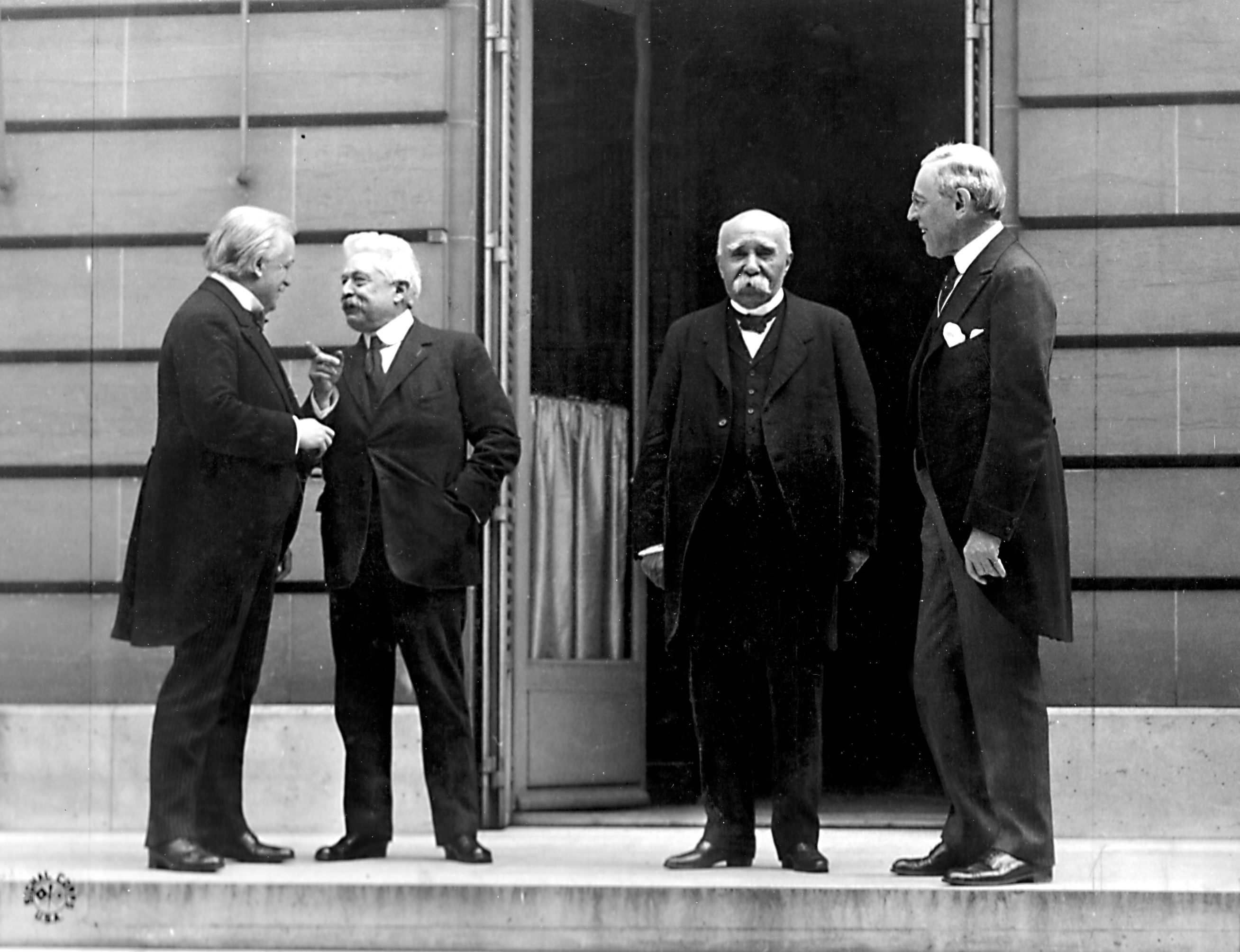
Velká čtyřka David Lloyd George, Vittorio Emanuele Orlando, Georges Clemenceau a Woodrow Wilson na mírové konferenci v Paříži

- 28. října 1918 vzniklo Československo.
- 11. listopadu 1918 bylo mezi státy Dohody a Německem uzavřeno příměří, které ukončilo první světovou válku.
- 11. listopadu došlo k obnovení polské samostatnosti, načež se ustanovila Druhá Polská republika.
- 14. listopadu 1918 byl Tomáš Garrigue Masaryk zvolen prvním československým prezidentem.
- 1919–1921 proběhla polsko-sovětská válka.

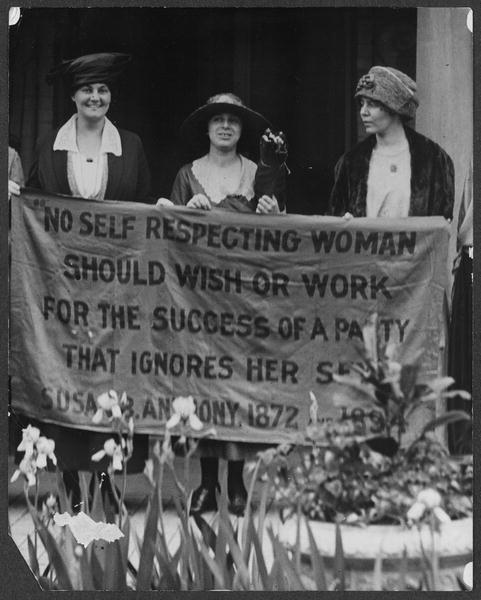
Americké sufražetky v roce 1920

- 1920 získaly ženy volební právo v USA.
- 1920 se do Československa vrátily poslední oddíly legií z Ruska.
- 1920 byla založena Společnost národů.
- 16. ledna 1920 začala v USA prohibice. Ve dvacátých letech se pak v Chicagu dostal k moci mafiánský boss Al Capone.
- 24. února 1920 byla v Mnichově založena Národně socialistická německá dělnická strana.

### 1921 až 1930
- 1921 se Adolf Hitler stal prvním předsedou NSDAP.
- 27. října–29. října 1922 proběhl tzv. Pochod na Řím, během něhož se moci v Itálii chopil italský fašista Benito Mussolini a jeho strana.
- 4. listopadu 1922 objevil britský archeolog Howard Carter Tutanchamonovu hrobku.
- 18. května 1923 bylo v Československu zahájeno pravidelné rozhlasové vysílání.
- 8.–9. listopadu 1923 se NSDAP v čele s Hitlerem v Mnichově neúspěšně pokusila o puč.
- 1925 byla zformulována teorie kvantové mechaniky.
- 20.–21. května 1927 uskutečnil americký letec Charles Lindbergh první sólový přelet Atlantského oceánu.
- 25. května 1928 ztroskotala vzducholoď Italia.
- 24. října 1929 došlo ke krachu na newyorské burze, jenž předznamenal Velkou hospodářskou krizi. Tento den bývá označován jako Černý čtvrtek, anglicky Black Thursday.

### 1931 až 1940

Hákový kříž symbol NSDAP

- 30. ledna 1933 byl Adolf Hitler jmenován německým kancléřem.
- 27. února 1933 došlo k požáru Říšského sněmu v Berlíně.
- 29.–30. června 1934 byli v Německu Hitlerovým režimem během tzv. Noci dlouhých nožů odstraněni nepohodlní velitelé SA.
- 18. prosince 1935 byl novým československým prezidentem zvolen Edvard Beneš.
- 3. října 1935 napadla Mussoliniho Itálie Habeš, což odstartovalo druhou italsko-etiopskou válku.
- 1935–1938 proběhly v Sovětském svazu v rámci Stalinovy Velké čistky tzv. Moskevské procesy, během nichž bylo popraveno množství Stalinových rivalů z komunistické strany.
- 7. března 1936 obsadily německé jednotky demilitarizované pásmo v Porýní.
- 17. července 1936 – 1. dubna 1939 proběhla občanská válka ve Španělsku.
- 6. května 1937 shořela během přistávání v New Jersey vzducholoď Hindenburg.
- 14. září 1937 zemřel první československý prezident Tomáš Garrigue Masaryk.
- 7. července 1937 začala druhá čínsko-japonská válka.
- 13. prosince 1937 dobyla Japonská císařská armáda hlavní město Čínské republiky, Nanking. Následovalo přibližně sedm týdnů drancování známé jako Nankingský masakr, během něhož japonští vojáci usmrtili na 300 000 čínských civilistů.
- 12. března 1938 bylo Rakousko připojeno k Třetí říši.
- 30. září 1938 byla zástupci Německa, Itálie, Spojeného království a Francie podepsána Mnichovská dohoda, která nařizovala Československu postoupit své pohraničí, Sudety, Třetí říši.

- 9.–10. listopadu 1938 proběhla Křišťálová noc.
- 14. března 1939 došlo k vyhlášení Slovenského státu.
- 16. března 1939 byl Hitlerovým výnosem vytvořen Protektorát Čechy a Morava.
- 23. srpna 1939 byl podepsán pakt o neútočení mezi SSSR a Německem.
- 1. září 1939 vpadla německá armáda do Polska. Začala druhá světová válka.
- 10. června 1940 vstoupila do války na straně Osy Itálie.
- 14. června 1940 obsadilo Německo Paříž, načež 22. června kapitulovala Francie.
- 10. června – 31. října 1940 proběhla letecká bitva o Británii.

### 1941 až 1950

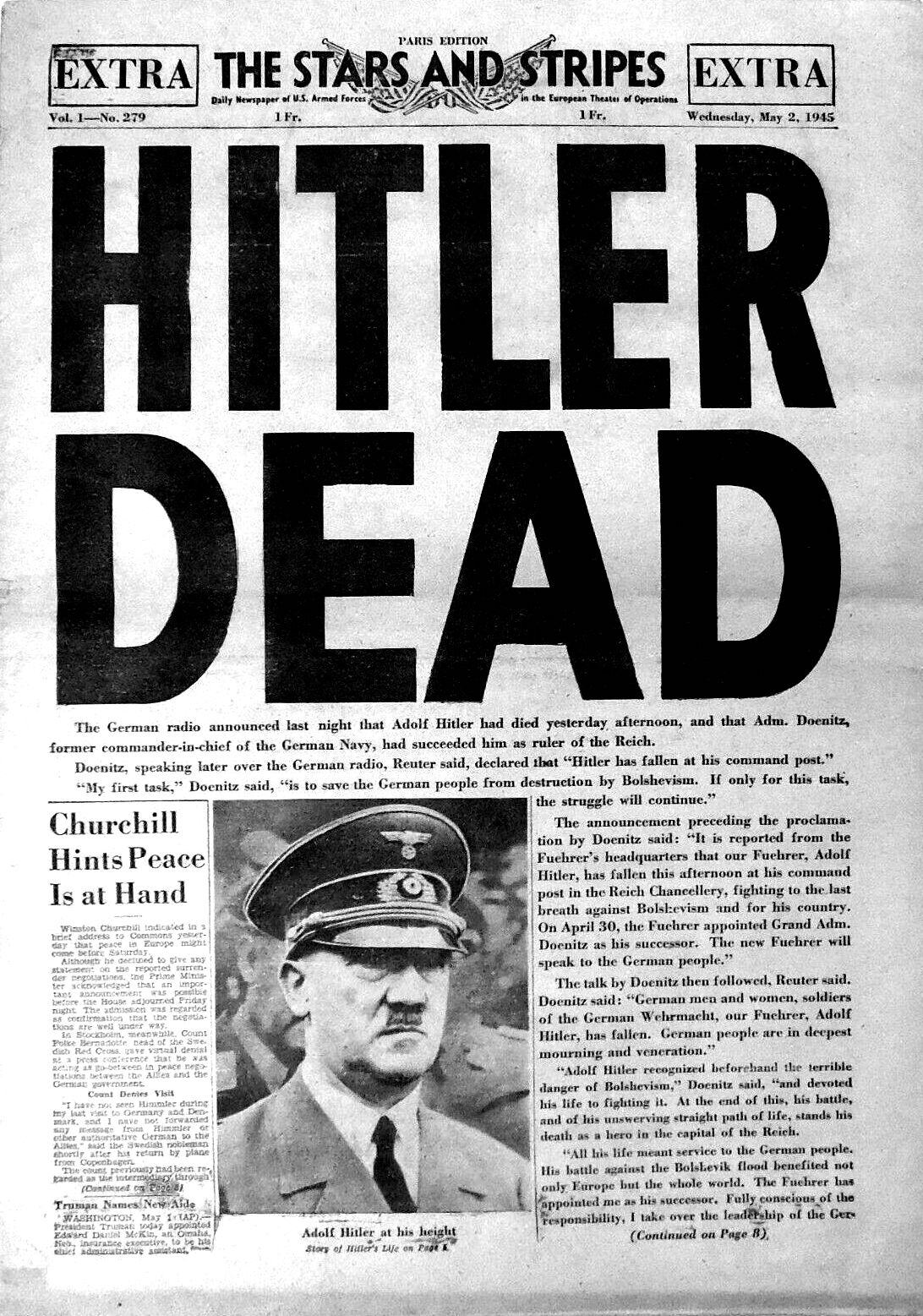
Americké noviny oslavující smrt Adolfa Hitlera

- 22. června 1941 byla zahájena Operace Barbarossa, během níž nacistické Německo napadlo Sovětský svaz.
- 8. září 1941–27. ledna 1944 proběhlo obléhání Leningradu.
- 6. prosince 1941 zahájila sovětská vojska protiútok, který znamenal porážku Němců v bitvě o Moskvu.
- 7. prosince 1941 napadlo Japonsko tichomořskou flotilu Spojených států v Pearl Harbor.
- 20. ledna 1942 bylo nacistickými špičkami na konferenci ve Wannsee rozhodnuto o tzv. konečném řešení židovské otázky.
- 27. května 1942 byl proveden atentát na zastupujícího říšského protektora Reinharda Heydricha.
- 3.–7. června 1942 proběhla bitva u Midway. Vítězství USA znamenalo obrat ve válce v Tichomoří.
- 31. ledna 1943 kapituloval německý polní maršál Friedrich Paulus u Stalingradu. Porážka Němců v této bitvě znamenala obrat v bojích na východní frontě.
- 19. dubna–16. května 1943 došlo k povstání ve varšavském ghettu.
- 5. července – 23. srpna 1943 zvítězila sovětská vojska v bitvě v Kurském oblouku, která představuje největší tankovou bitvu všech dob.
- 9. července 1943 začala spojenecká invaze na Sicílii.
- 28. listopadu – 1. prosince 1943 proběhla Teheránská konference.
- 6. červen 1944 byla zahájena spojenecká invaze v Normandii.
- 16. dubna 1945 začala bitva o Berlín.
- 30. dubna 1945 spáchal Adolf Hitler sebevraždu.
- 8. května 1945 kapitulovala německá vojska. Druhá světová válka v Evropě skončila.
- 26. června 1945 vznikla Organizace spojených národů.
- 6. srpna 1945 svrhli Američané atomovou bombu na japonské město Hirošima. Výbuch usmrtil přes 100 000 lidí.
- 8. srpna 1945 vyhlásil SSSR válku Japonsku.

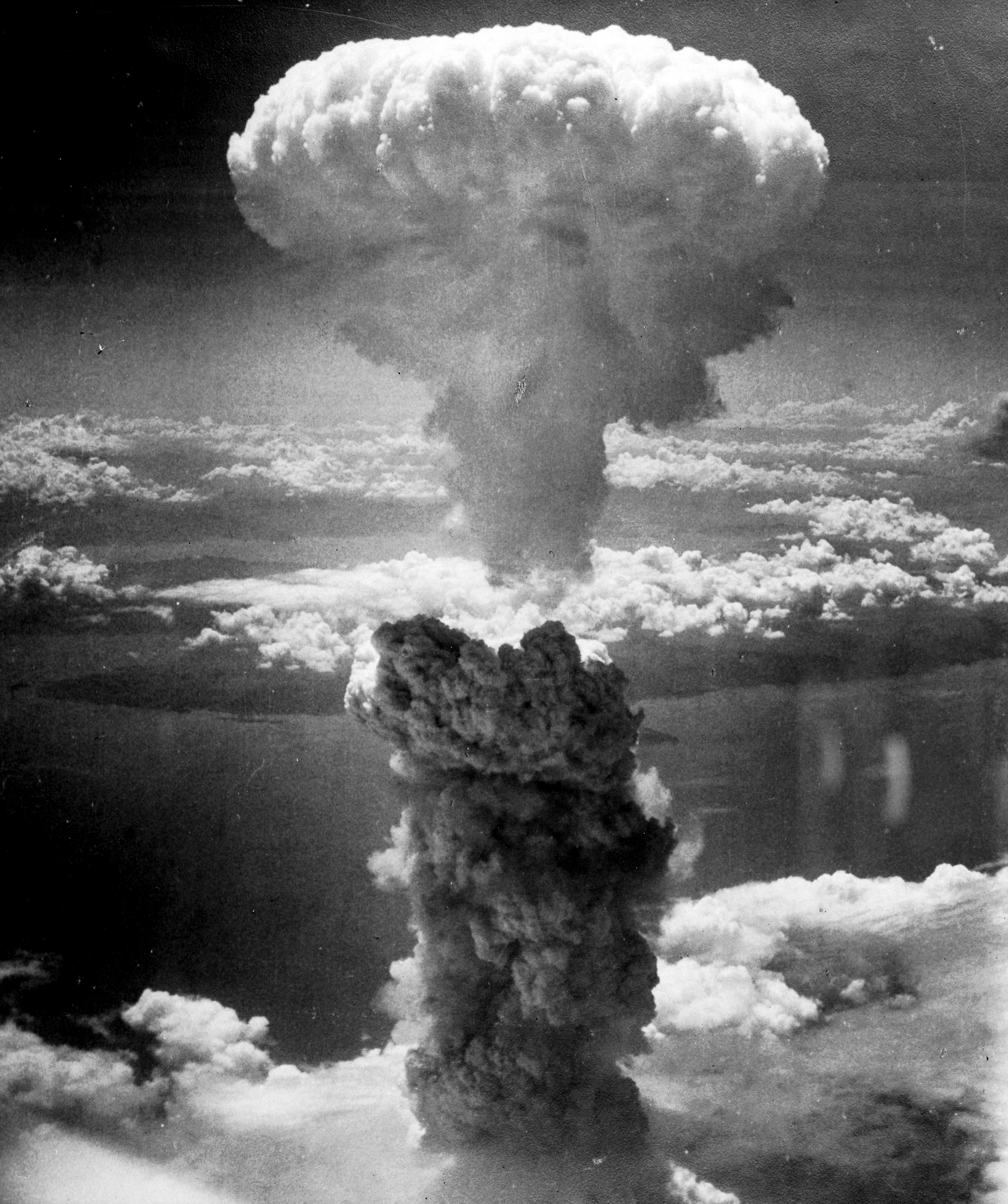
Hřibovitý mrak po výbuchu atomové bomby svržené 9. srpna 1945 na Nagasaki

- 9. srpna 1945 byla svržena druhá atomová bomba na město Nagasaki. Bylo zabito 40 000 lidí.
- 2. září 1945 kapitulovalo Japonsko. Druhá světová válka skončila.
- 18. října 1945 zahájil svou činnost mezinárodní vojenský tribunál, který v norimberském procesu soudil hlavní představitele nacistického Německa.
- 19. června 1946 byl československým prezidentem znovu zvolen Edvard Beneš.
- 12. března 1947 byla vyhlášena Trumanova doktrína.
- 29. listopadu 1947 přijala OSN návrh na rozdělení Palestiny.
- 17.–25. února 1948 proběhl v Československu komunistický převrat.
- 14. května 1948 vyhlásil nezávislost židovský stát Izrael, načež vypukla první arabsko-izraelská válka.
- 23. května 1949 vznikla spojením tří západních německých okupačních zón Spolková republika Německo.
- 7. října 1949 byla vyhlášena v sovětské okupační zóně Německá demokratická republika.
- 1. října 1949 byla vyhlášena Čínská lidová republika v čele s Mao Ce-tungem. Čankajškovi nacionalisté prchli na ostrov Tchaj-wan.
- 21. října 1949 vpadla čínská vojska do Tibetu.
- 25. června 1950 zaútočila severokorejská vojska na Jižní Koreu, čímž začala Korejská válka.
- 27. června 1950 byla v Československu popravena doktorka Milada Horáková.

### 1951 až 1960
- 1. listopadu 1952 provedly USA úspěšný test s vodíkovou bombou.
- 5. března 1953 zemřel sovětský vůdce Josif Vissarionovič Stalin.
- 14. března 1953 zemřel československý prezident Klement Gottwald.
- 29. května 1953 vystoupili novozélandský horolezec Edmund Hillary a šerpa Tenzing Norgay na vrchol nejvyšší hory planety, Mount Everest.

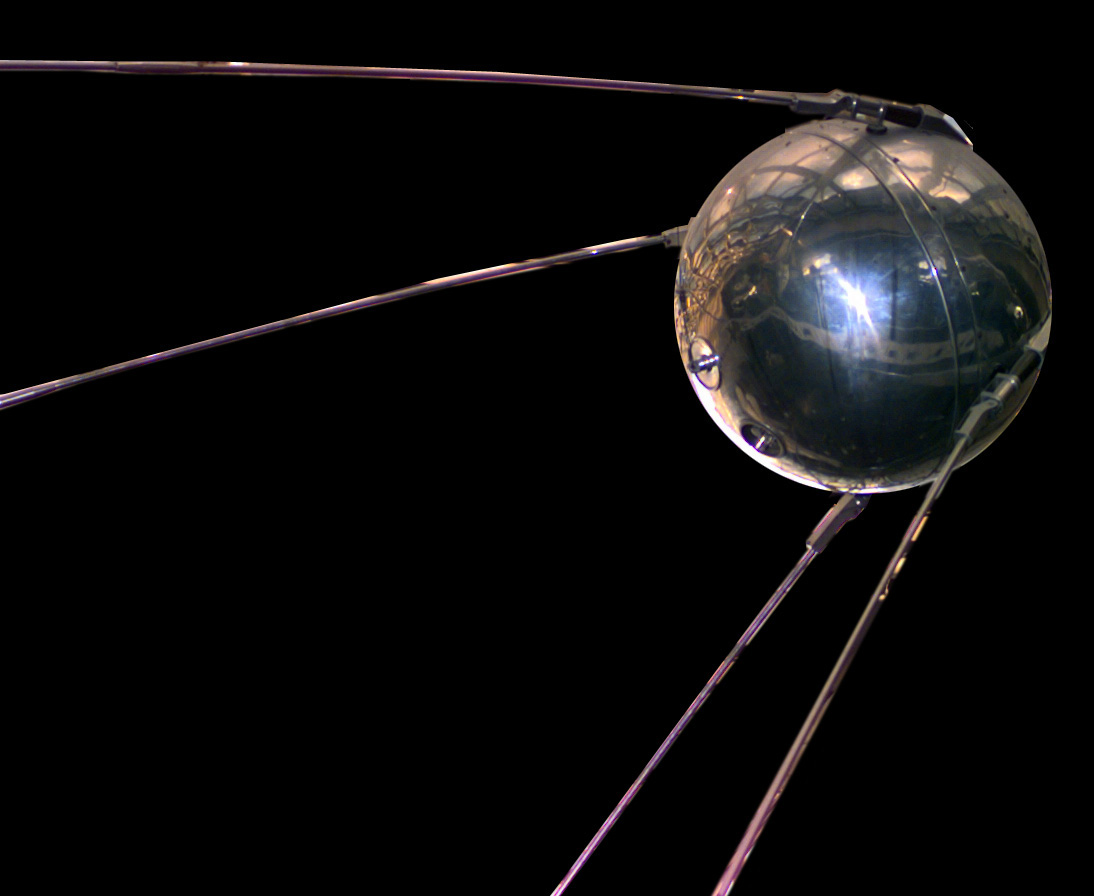
Sputnik 1

- 1. června 1953 proběhla v Československu měnová reforma.
- 27. července 1953 bylo uzavřeno příměří mezi Severní a Jižní Koreou, čímž skončila korejská válka.
- 14. května 1955 vznikla Varšavská smlouva.
- 26. července 1956 znárodnil egyptský prezident Gamál Násir Suezský průplav, což vedlo k vypuknutí Suezské krize.
- 23. října–10. listopadu 1956 proběhlo neúspěšné Maďarské povstání.
- 4. října 1957 vypustil Sovětský svaz Sputnik 1, první umělou družici Země.
- 1. ledna 1958 vstoupily v platnost Římské smlouvy, na jejichž základě bylo založeno Evropské hospodářské společenství, předchůdce Evropské unie.

### 1961 až 1970

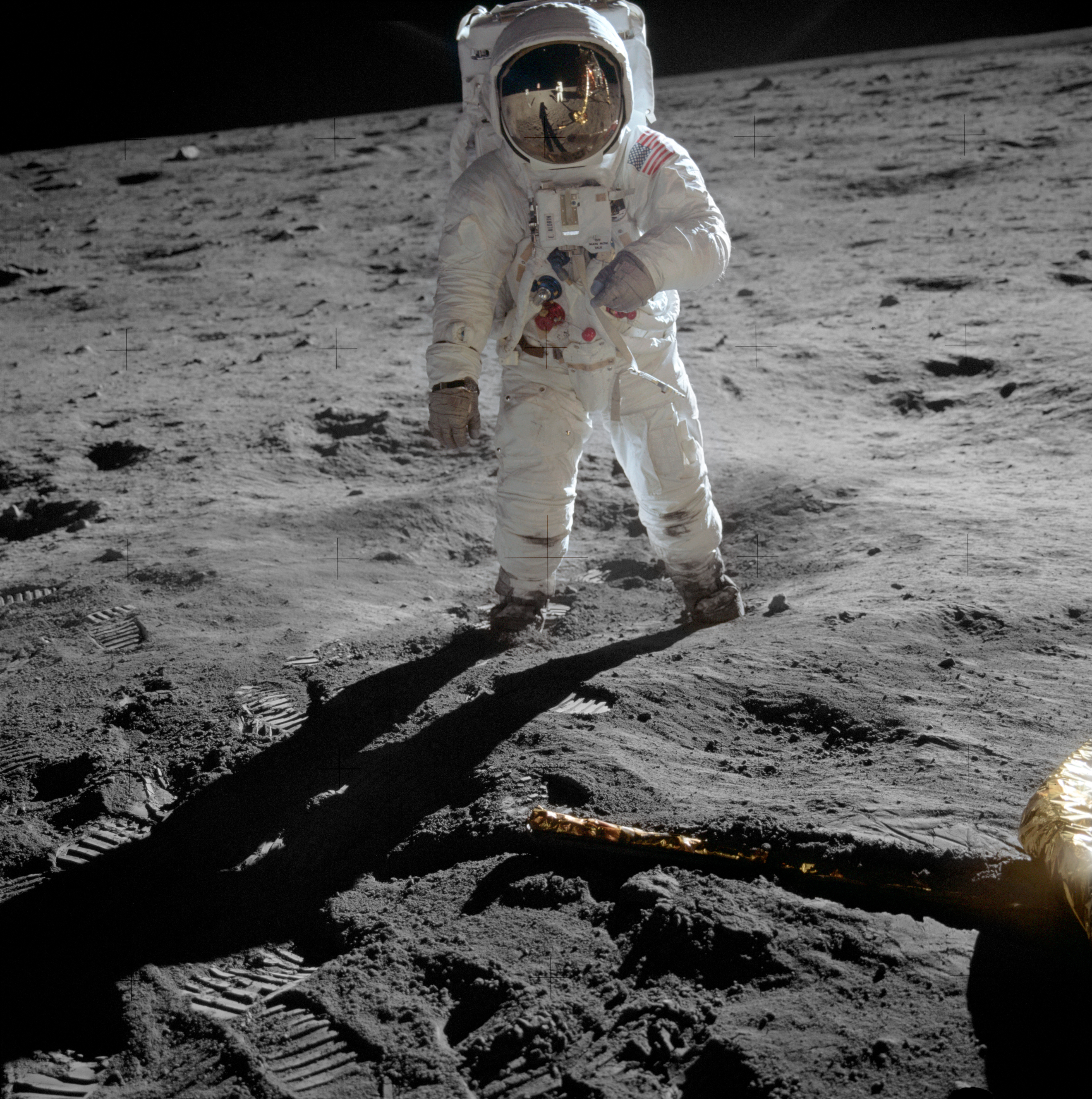
Buzz Aldrin na Měsíci

- 12. dubna 1961 odstartoval sovětský kosmonaut Jurij Gagarin, který se stal prvním člověkem ve vesmíru.
- 13. srpna 1961 byla zahájena stavba Berlínské zdi.
- 30. října 1961 odpálil SSSR nejsilnější termonukleární bombu v historii nazvanou Car-bomba.
- 14. října 1962 objevilo americké špionážní letadlo U2 na Kubě sovětské rakety, čímž vypukla Karibská krize.
- 22. listopadu 1963 byl americký prezident John Fitzgerald Kennedy zavražděn atentátníkem.
- 2. srpna 1964 proběhl v Tonkinském zálivu incident mezi US Navy a armádou Severního Vietnamu. Spojené státy se následně plně zapojily do války ve Vietnamu.
- 5.–10. června 1967 proběhla šestidenní válka.
- 21. srpna 1968 podnikla vojska Varšavské smlouvy invazi do Československa s cílem zastavit zdejší reformní proces známý jako pražské jaro.
- 4. dubna 1968 byl v Memphisu zastřelen kazatel Martin Luther King, vůdce hnutí za občanská práva.
- 1966–1969 proběhla v Číně Maova Kulturní revoluce.
- 2. března – 11. září 1969 proběhlo několik pohraničních konfliktů mezi Čínou a SSSR.
- 19. ledna 1969 zemřel Jan Palach
- 20. července 1969 přistál na Měsíci přistávací modul Apolla 11. Prvním člověkem na Měsíci se stal Američan Neil Armstrong.

### 1971 až 1980
- 1971 se Čínská lidová republika stala členem OSN.

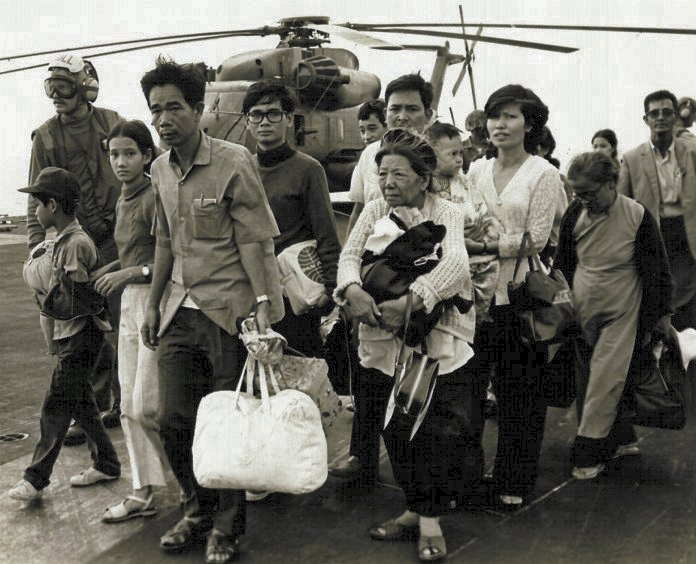
Evakuace při pádu Saigonu

- 5. září 1972 unesli a následně zavraždili palestinští teroristé 11 izraelských sportovců. Událost, jež se odehrála na olympijských hrách v Mnichově, bývá označována jako Mnichovský masakr.
- 11. září 1973 provedl chilský pravicový vůdce Augusto Pinochet úspěšný převrat.
- 6.–26. října 1973 proběhla Jomkipurská válka mezi Izraelem a jeho sousedy.
- 30. dubna 1975 dobyla severovietnamská armáda Saigon. Pádem Saigonu a stažením poslední amerických vojenských jednotek skončila válka ve Vietnamu.
- 1975–1979 ovládali Kambodžu Rudí Khmerové. Brutální teror si v zemi vyžádal nejméně 1,7 miliónu obětí.
- 6.–7. ledna 1977 byl publikován text Charty 77.

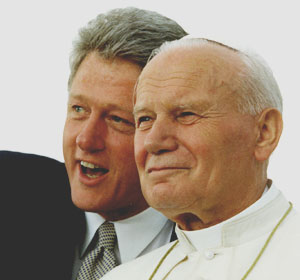
Papež Jan Pavel II. a prezident Spojených států Bill Clinton

- 16. října 1978 byl novým papežem zvolen Polák Karol Wojtyla. Jako Jan Pavel II. se stal prvním neitalským papežem od roku 1522.
- 24. prosince 1979 – 15. února 1989 proběhla sovětská invaze do Afghánistánu.
- 22. září 1980–20. srpna 1988 proběhla Irácko-íránská válka.
- 1980 bylo v Polsku vytvořeno nezávislé odborové hnutí Solidarita.
- 8. května 1980 označila Světová zdravotnická organizace pravé neštovice za zcela vyhubené.

### 1981 až 1990
- 12. dubna 1981 podnikl americký raketoplán (Columbia) svůj první let do vesmíru.
- 16. července 1981 se Mahathir Mohamad stal premiérem Malajsie.
- 14. prosince 1981 ratifikoval Kneset zákon o Golanských výšinách, jenž aplikoval izraelskou vládu na území Golanských výšin.
- 1982 byl Egyptu na základě egyptsko-izraelské mírové smlouvy navrácen Sinajský poloostrov.
- 2. dubna 1982 obsadila Argentina Falklandy, čímž začala válka o Falklandy, která skončila dobytím ostrovů Brity 14. června téhož roku.
- 3. dubna 1982 obsadila Argentina Jižní Georgii

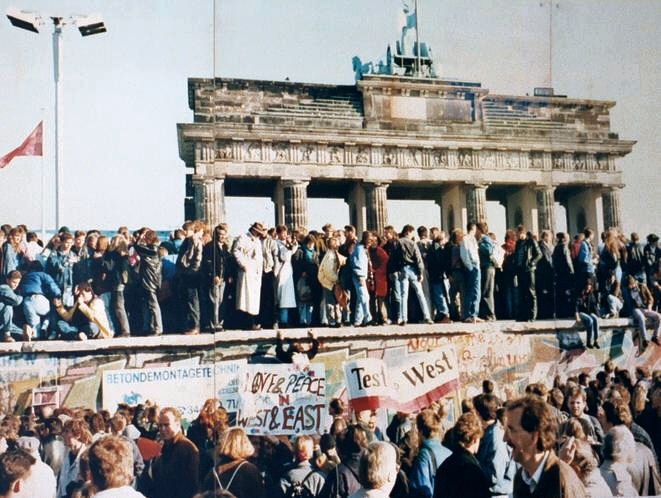
Pád Berlínské zdi

- 6. červen 1984 dobyly indické jednotky Zlatý chrám v Amritsaru, nejposvátnější chrám Sikhů, a zabily odhadem 1 000 lidí.
- 28. února 1986 explodoval krátce po svém startu raketoplán Challenger.
- 19. února 1986 vypustili sověti kosmickou stanici Mir.
- 26. dubna 1986 se odehrála Černobylská havárie, největší jaderná katastrofa v poválečné historii
- 16. září 1987 byl přijat Montrealský protokol o látkách poškozujících ozónovou vrstvu.
- 3. července 1988 sestřelil americký křižník USS Vincennes íránské dopravní letadlo Airbus A300 B2. Při nehodě zemřelo všech 290 pasažérů.
- 21. prosince 1988 explodoval let Pan Am 103 nad skotským městem Lockerbie, zemřelo 270 lidí.
- 9. listopadu 1989 padla Berlínská zeď.

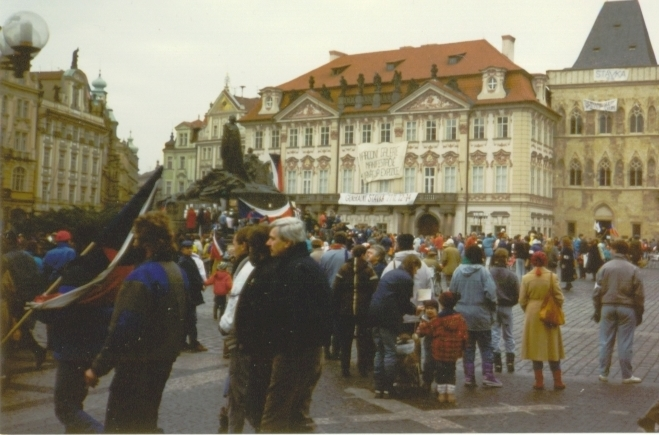
Demonstranti na Staroměstském náměstí v Praze

- 17. listopadu 1989 začala v Československu Sametová revoluce.
- 25. prosince 1989 byl zatčen a popraven rumunský komunistický diktátor Nicolae Ceauşescu.
- 4. června 1989 byly krvavě potlačeny studentské protesty na náměstí Nebeského klidu v Číně.
- 1989 vznikla palestinská samospráva v čele s Jásirem Arafatem.
- 3. října 1990 došlo ke sjednocení Německa.

### 1991 až 2000

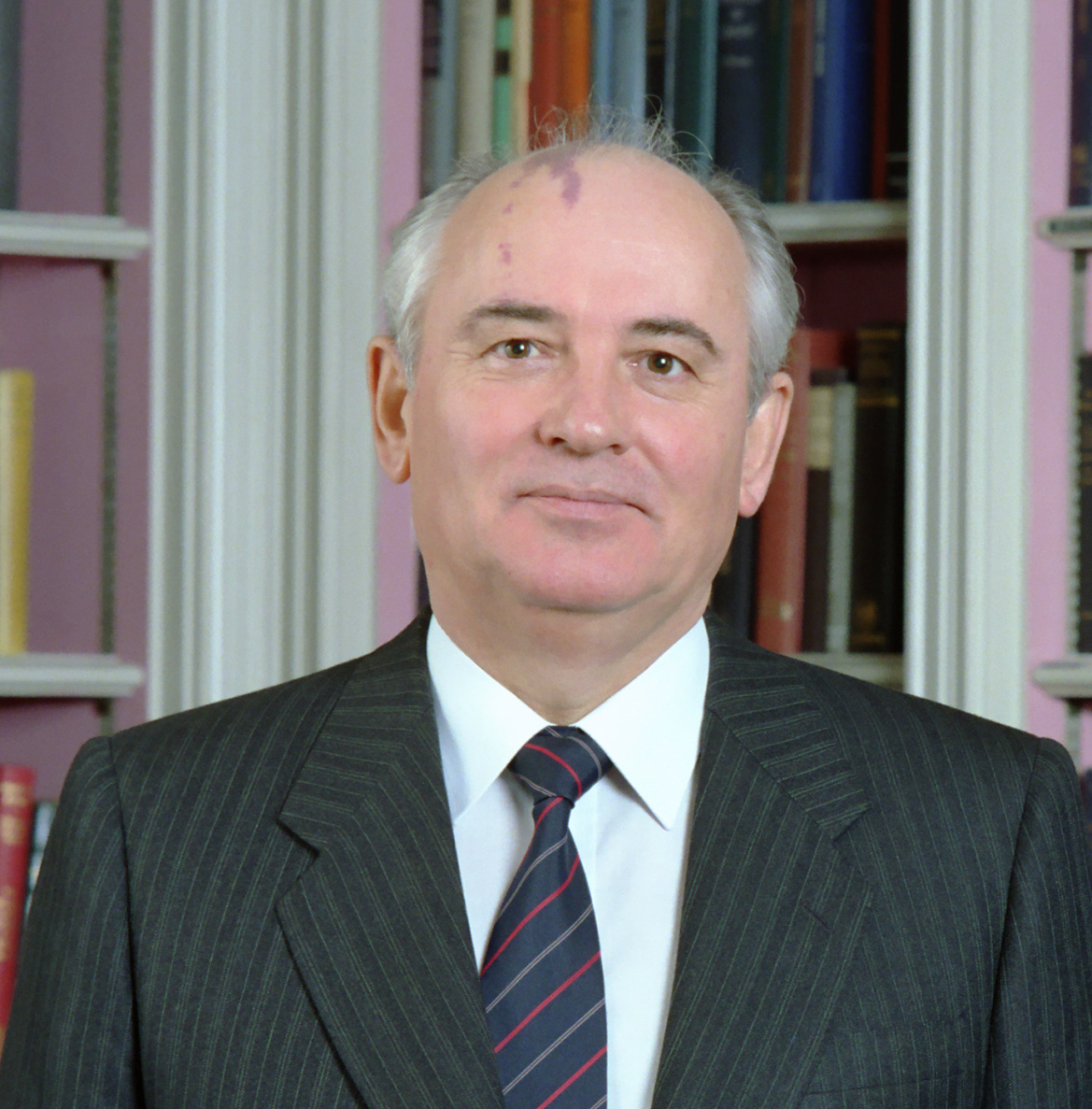
Poslední generální tajemník ÚV KSSS Michail Sergejevič Gorbačov

- 17. ledna 1991 byla zahájena operace Pouštní bouře.
- 31. března 1991 vypukla občanská válka v Jugoslávii, která vedla k jejímu rozpadu.
- 26. prosince 1991 došlo k rozpadu Sovětského svazu.
- 13. března 1992 představil Číňan Li Chung-č' čchi-kungovou metodu pro rozvoj těla a mysli nazvanou Fa-lun-kung.
- 3. listopadu 1992 byl americkým prezidentem zvolen demokrat Bill Clinton.
- 1. ledna 1993 došlo k rozdělení Československa na Českou a Slovenskou republiku.
- 26. ledna 1993 byl prvním prezidentem České republiky zvolen Václav Havel.
- 1. listopadu 1993 vstoupila v platnost Maastrichtská smlouva a vznikla Evropská unie.
- 10. května 1994 byl Nelson Mandela zvolen prvním černošským prezidentem Jihoafrické republiky.
- 11. prosince 1994–31. srpna 1996 proběhla první rusko-čečenská válka.

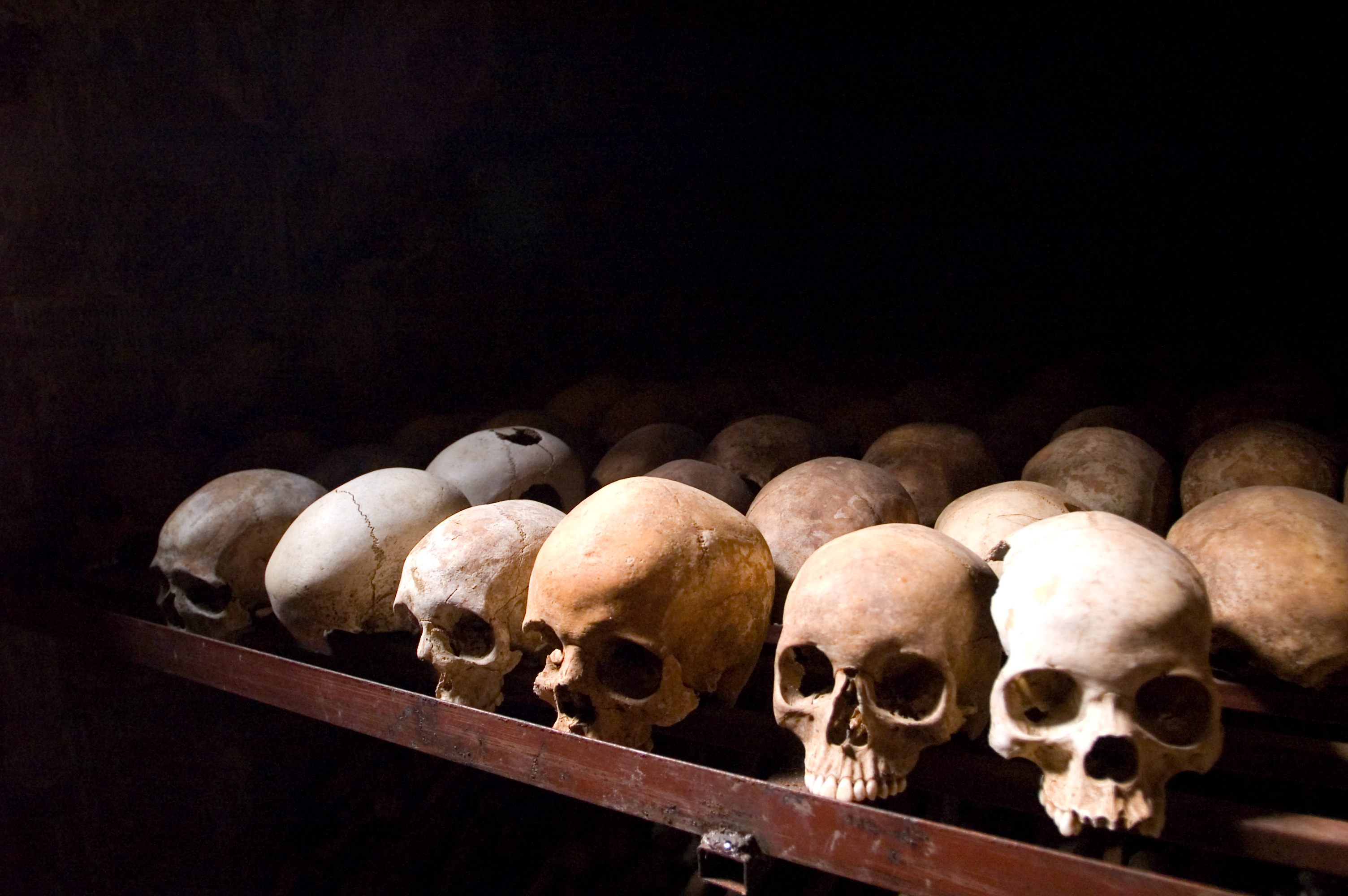
Lebky usmrcených během genocidy ve Rwandě

- 1994 proběhla genocida ve Rwandě. Konflikt Hutuů a Tutsiů si vyžádal přes milion obětí.
- 17. ledna 1995 zasáhlo japonskou oblast Kóbe zemětřesení o síle 7,2 Richterovy škály, které si vyžádalo na 6 000 obětí.
- 19. prosince 1995 ukončila Daytonská mírová smlouva válku v Bosně a Hercegovině.
- 1996 ovládlo fundamentalistické hnutí Tálibán Afghánistán, kde došlo k vytvoření Islámského emirátu.
- V červenci 1997 postihly katastrofální povodně povodí Moravy a Odry. Záplavy postihly i území Polska, Slovenska, Rakouska a Německa.
- 1. července 1997 byl Hongkong předán Číně.
- 22. února 1998 získali čeští hokejisté zlaté medaile na zimních olympijských hrách v Naganu.
- 28. února 1998–11. červen 1999 proběhla válka v Kosovu.
- 1998 provedla teroristická organizace Al-Káida útoky na americká velvyslanectví v Keni a Tanzanii.
- 20. listopadu 1998 byl vypuštěn první modul Mezinárodní vesmírné stanice.
- 12. března 1999 vstoupila Česká republika jako první země bývalého východního bloku do Severoatlantické aliance.

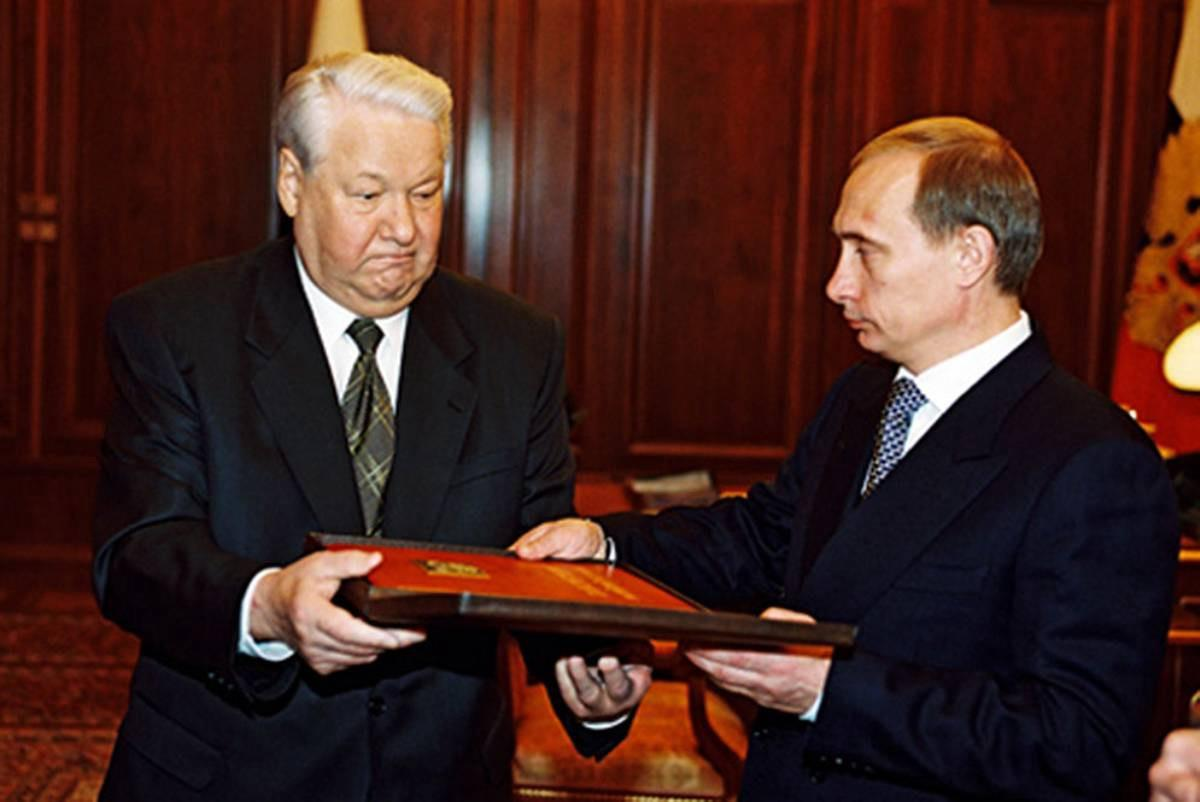
Odstupujícího ruského prezidenta Borise Jelcina střídá dosavadní premiér Vladimir Putin

- 20. července 1999 nařídil předseda KS Číny Ťiang Ce-min vyhladit duchovní školu Fa-lun-kung na území ČLR. Jejím pronásledováním byl pověřen tzv. Úřad 610.
- 31. prosince 1999 abdikoval ruský prezident Boris Jelcin, který předal moc svému nástupci, Vladimiru Putinovi.
- 1. října 1999 začala druhá rusko-čečenská válka.
- 2000 zasedal v Praze MMF a došlo ke zprovoznění prvního bloku jaderné elektrárny Temelín.
- 2000 byla v Lomé přijata ustavující smlouva Africké unie.